# Людина № 217
«Людина № 217» (рос. «Человек № 217») — радянський художній фільм про Німецько-радянську війну, знятий в 1944 році режисером Михайлом Роммом.

## Сюжет
У 1942 році головна героїня фільму на ім'я Таня була відправлена до Німеччини разом з черговою партією викрадених радянських людей, де отримала 217 номер. Вона потрапила в сім'ю бакалійника Крауса, у якого двірником працював радянський вчений-математик Сергій Іванович. Допомагаючи один одному, вони мріяли навесні втекти, дістатися до батьківщини. Смерть Сергія Івановича, вбитого хазяйським сином Максом і його другом Куртом, викликала у Тані тверду рішучість мстити за загиблого товариша і боротися за свою свободу. Після холоднокровного вбивства Макса і Курта, Таня тікає під час нальоту радянської авіації.

## У ролях
- Олена Кузьміна — Тетяна Крилова
- Анна Лисянська — Клава Васильєва
- Василь Зайчиков — Сергій Іванович Карташов
- Микола Коміссаров — батько Тетяни
- Григорій Михайлов — ув'язнений № 224
- Володимир Владиславський — Йоганн Краусс
- Тетяна Баришева — Грета Краусс
- Лідія Сухаревська — Лотта Краусс
- Павло Суханов — Рудольф Пешке
- Генріх Грайф — Курт Кагер, «Мовчазний Курт»
- Володимир Балашов — Макс Краусс

## Знімальна група
- Автори сценарію: Євген Габрилович, Михайло Ромм
- Режисер: Михайло Ромм
- Оператори: Борис Волчек, Ера Савельєва
- Художники: Євген Єней, Абрам Фрейдін
- Композитор: Арам Хачатурян